# Maltron

Раскладка Maltron

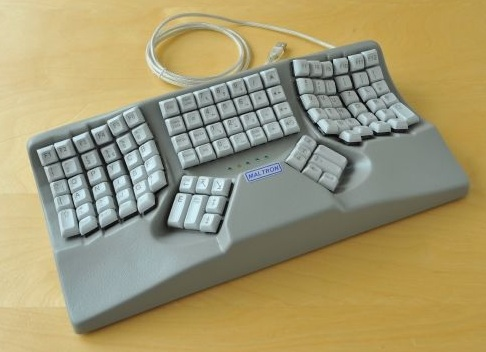
3D клавиатура Maltron с одноимённой раскладкой

PCD Maltron Ltd — компания производитель эргономичных клавиатур, основанная южноафриканской изобретательницей Лиллианой Молт и предпринимателем Стивеном Хобдей в 1977 году. Компания специализируется на производстве клавиатур для профилактики и этиологического лечения болезней, возникающих при повторяющихся быстрых движений кистей рук, в частности, пальцев.

## История
В 1955 году Молт иммигрировала в Англию, где открыла курсы секретарского дела. Идея создания клавиатуры Maltron ей пришла в голову после анализа наиболее частых опечаток её подопечных машинисток. Она захотела начать производство клавиатур, у которых расположение клавиш соответствовало бы разной длине пальцев, но никто из производителей не хотел работать с ней. В 1974—1975 годах Лиллиан Молт встретилась с предпринимателем Стивеном Хобдей, который представил ей клавиатуру для одной руки. После некоторых доработок в 1976 году была выпущена первая клавиатура Maltron как результат их совместной работы.
У раскладки QWERTY с самого создания есть некоторые проблемы:
- расположение гласных не самое удобное, поэтому они являются самыми частыми орфографическими ошибками при печати на английском языке;
- расположение самих клавиш вызывает быструю усталость шеи, спины и кистей рук.

Принимая во внимание все эти недостатки, Молт создала собственную раскладку Maltron.

## Модели
Клавиатуры Maltron стали популярными в 1980-х — 1990-х годах благодаря их раскладке. Было три вида клавиатур:
- 2D — плоская клавиатура;
- 3D — основная часть с буквами и рядом f-клавиш в форме чаш;
- для одной руки — имеет форму части сферы; разработана специальная раскладка.

Сейчас к ним добавилась клавиатура «для одного пальца», использование которой подразумевается специальной палочкой или же одним пальцем.
На данный момент все клавиатуры комплектуются переключателями Cherry MX; доступны раскладки QWERTY, Maltron, Dvorak.